# Valentina Quiroga
Valentina Karina Quiroga Canahuate (Viña del Mar, 3 de febrero de 1982) es una ingeniera civil y política chilena. Fue subsecretaria de Educación durante el segundo gobierno de Michelle Bachelet. Desde septiembre de 2018 es directora de la Fundación Horizonte Ciudadano, creada por Bachelet.

## Biografía
Hija de Víctor Hugo Quiroga Villalón y de Yanet Patricia Canahuate Eistrup, ambos ingenieros comerciales. Valentina vivió su infancia en Colina, y estudió en el Colegio María Inmaculada de Providencia, donde fue presidenta del centro de alumnos. Posteriormente ingresó a la carrera de ingeniería civil en la Universidad de Chile. En 2010 obtuvo un magíster en economía aplicada de la misma universidad, con la tesis El efecto del empleo de las madres sobre el desempeño escolar de sus hijos.
Fue una de las fundadoras —junto a Mario Waissbluth, entre otros— del movimiento Educación 2020 (E2020) en 2008, donde ejerció como directora en el área de política educativa hasta el año 2011. También se desempeñó como directora ejecutiva de la Fundación Espacio Público.
En 2013 fue encargada del Área de Educación del Programa de Gobierno de la candidatura presidencial de Michelle Bachelet. El 4 de febrero de 2014 fue nombrada como subsecretaria de Educación de la electa presidenta Bachelet, en reemplazo de Claudia Peirano, quien decidió no asumir el cargo al enfrentar cuestionamientos por sus declaraciones en contra de la gratuidad en la educación y supuestos vínculos comerciales con colegios particulares.